# 731
| [ Edytuj tabelę ]          |                                              |
| Król Asturii               | - 718 Pelayo 737                             |
| Cesarz Bizancjum           | - 717 Leon III Izauryjczyk 741               |
| Chan Bułgarii              | - 721 Kormisosz 738                          |
| Cesarz Chin                | - 712 Tang Xuanzong 756                      |
| Król Essexu                | - 709 Saelred 746                            |
| Król Franków               | - 720 Teuderyk IV 737                        |
| Cesarz Japonii             | - 724 Shōmu 749                              |
| Kalif                      | - 724 Hiszam 743                             |
| Patriarcha Konstantynopola | - 730 Anastazy 754                           |
| Król Longobardów           | - 712 Liutprand 744                          |
| Król Mercji                | - 716 Aethelbald 757                         |
| Król Nortumbrii            | - 729 Ceolwulf 737                           |
| Papież                     | - 715 Grzegorz II 731 - 731 Grzegorz III 741 |
| Doża Wenecji               | - 726 Orso Ipato 742                         |
| Król Wessexu               | - 726 Ethelheard 740                         |

Rok 731 / DCCXXXI
stulecia: VII wiek ~
VIII wiek ~
IX wiek

lata: 721 «
726 «
727 «
728 «
729 «
730 «
731
» 732
» 733
» 734
» 735
» 736
» 741

## Wydarzenia
- 18 marca – Grzegorz III został papieżem.

## Urodzili się
- Abd ar-Rahman I, emir al-Andalus w latach 756-788, założyciel dynastii Umajjadów kordobańskich
- Otomaro Ōtomo, pierwszy shōgun w historii Japonii

## Zmarli
- papież Grzegorz II
- Bertwald, arcybiskup Canterbury